# Lijst van luitenant-gouverneurs van Stockholm
De luitenant-gouverneur van Stockholm, Zweeds Underståthållare, was de op een na hoogste vertegenwoordiger van de koning in de stad Stockholm in de periode van 1634 tot 1967. Hij stond onder de gouverneur van Stockholm.

## Lijst van luitenant-gouverneurs
- Schering Rosenhane 1634-1637
- Lars Persson Grubbe Stiernfelt 1637-1641
- Gabriel Gyllenanckar 1641-1645
- Johan Rosenhane 1645
- Melcher Falkenberg af Bålby 1645-1648
- Bengt Baaz Ekehielm 1648-1650
- Reinhold Govert Leuhusen 1650-1655
- Jesper Crusebjörn 1655-1657
- Udde Knutsson Ödell 1657-1700
- Georg Stiernhoff 1700-1710
- Johan Gripenborg 1710-1728
- Anders von Drake 1728-1741
- Hans Fredrik Standaerhjelm 1741-1759
- Lars Holmcreutz 1759-1762
- Axel von Axelsson 1762-1790
- Per Zacharias Ahlman 1790-1792
- Nils Henric Liljensparre 1792-1793
- Jan Erik Nibelius 1793-1798
- Per Evert Georgii 1798-1802
- Daniel Edelcreutz 1802-1810
- Justus Christopher von Lindecreutz 1811-1830
- Olof af Wannquist 1830-1834
- Axel Reinhold von Sydow 1834
- Erik Magnus Kuylenstierna 1834-1847
- Carl Fredric Ungberg 1847-1852
- Wilhelm Stråle af Ekna 1852-1855
- Gustaf de Maré 1855-1863
- Gustaf Fridolf Almquist 1863-1867
- Ferdinand Olof Schager 1867-1876
- Per Johan Bråkenhielm 1876-1895
- Carl Ehrenfried von der Lancken 1895-1908
- Teodor Hintze 1908-1918
- Vilhelm Tamm 1918-1929
- Hjalmar Grafström 1929-1930
- Richard Bring 1930-1936
- Eric Hallgren 1937-1945
- Martin Wahlbäck 1945-1959
- Erik Ros 1959-1964
- Georg Thulin 1964-1967